# 莱皮法尼
莱皮法尼（法語：L'Épiphanie，法語發音：[lepifani]）是加拿大魁北克省的一座城市，属于拉诺迪耶尔区。

## 友好城市
- 法國 吕萨克堡